# Championnat du Gabon de football 2016-2017
 (mars 2017).
Si vous disposez d'ouvrages ou d'articles de référence ou si vous connaissez des sites web de qualité traitant du thème abordé ici, merci de compléter l'article en donnant les références utiles à sa vérifiabilité et en les liant à la section « Notes et références ».
Navigation
Saison précédente Saison suivante
Le championnat du Gabon de football 2016-2017 est la quarante-et-unième édition du championnat du Gabon. Ce championnat voit les quartoze meilleures équipes du pays s'affronter, après la rétrogradation de l'AS Solidarité et Union sportive O'Mbila Nziami Libreville. Elles sont regroupées au sein d'une poule unique où elles s'affrontent à deux reprises, à domicile et à l'extérieur. En fin de saison, les deux derniers du classement sont relégués et remplacés par les deux meilleurs clubs du Championnat du Gabon de football D2.

## Participants
| Club                    | Ville        | Classement 2015-2016 | Entraîneur              | Stade                         | Capacité théorique |
| ----------------------- | ------------ | -------------------- | ----------------------- | ----------------------------- | ------------------ |
| CF Mounana              | Mounana      | 1er                  | Kevin Ibinga            | Stade de Monédan              | 1 000              |
| AS Mangasport           | Moanda       | 2e                   | Mbo Bondjuni            | Stade Henri Sylvoz            | 9 500              |
| AS Pélican              | Lambaréné    | 3e                   | Gildas Ndoumou          | Stade Jean Nkoumou            | 1 000              |
| US Bitam                | Bitam        | 4e                   | Thierry Ebobola         | Stade Gaton Peyrille          | 2 000              |
| Missile FC              | Libreville   | 5e                   | Dragan Simonovic        | Stade de Monédan              | 1 000              |
| AS Stade Mandji         | Port-Gentil  | 6e                   | vacant                  | Stade Pierre Claver Divounguy | 4 000              |
| AO Cercle Mberi sportif | Libreville   | 7e                   | Sosthène Yala           | Stade de Monédan              | 1 000              |
| Akanda FC               | Akanda       | 8e                   | Brice Ondo              | Stade de Monédan              | 1 000              |
| Port-Gentil FC          | Port-Gentil  | 9e                   | Rigobert Nzamba         | Stade Pierre Claver Divounguy | 4 000              |
| Stade Migovéen          | Lambaréné    | 10e                  | vacant                  | Stade Jean Nkoumou            | 1 000              |
| Olympique de Mandji     | Port-Gentil  | 11e                  | Norbert Osséwa          | Stade Pierre Claver Divounguy | 4 000              |
| FC 105                  | Libreville   | 12e                  | François Monguéhi-Guéhi | Stade Idriss Ngari            | 500                |
| Adouma FC               | Lambaréné    | 1er (NF2)            | Amos Moussavou          | Stade Jean Nkoumou            | 4 000              |
| Lozo Sport              | Lastourville | 2e (NF2)             | Roger Ava               | Stade Mbéba                   | 500                |

Légende des couleurs
- Qualifié pour la Ligue des champions de la CAF 2017
- Qualifié pour la Coupe de la confédération 2017
- Promu de National Foot 2 2015-2016

## Compétition

### Classement
Le classement du championnat est calculé avec le barème de points suivant :
- Victoire : 3 points
- Match nul : 1 point
- Défaite, abandon ou forfait : 0 point

Deux tickets sont distribués pour les compétitions africaines :
- Le champion se qualifie pour la Ligue des champions de la CAF 2018
- Le vainqueur de la coupe nationale se qualifie pour la Coupe de la confédération 2018. Si le vainqueur de la coupe nationale est déjà qualifié pour la Ligue des champions, le finaliste de la Coupe prend sa place.

| Rang | Équipe                  | Pts | J  | G  | N  | P  | Bp | Bc | Diff |
| ---- | ----------------------- | --- | -- | -- | -- | -- | -- | -- | ---- |
| 1    | CF Mounana T            | 60  | 25 | 19 | 3  | 3  | 49 | 18 | +31  |
| 2    | AS Mangasport           | 58  | 25 | 19 | 1  | 5  | 49 | 13 | +36  |
| 3    | AS Pélican              | 42  | 25 | 11 | 9  | 5  | 35 | 18 | +17  |
| 4    | AO Cercle Mberi sportif | 41  | 25 | 12 | 5  | 8  | 24 | 22 | +2   |
| 5    | Akanda FC               | 40  | 25 | 11 | 7  | 7  | 36 | 24 | +12  |
| 6    | Missile FC              | 33  | 25 | 10 | 3  | 12 | 30 | 33 | -3   |
| 7    | Lozo SportP             | 30  | 25 | 8  | 6  | 11 | 30 | 36 | -6   |
| 8    | AS Stade Mandji         | 29  | 25 | 7  | 8  | 10 | 25 | 30 | -5   |
| 9    | US Bitam                | 28  | 25 | 6  | 10 | 9  | 27 | 30 | -3   |
| 10   | Stade migovéen          | 27  | 25 | 6  | 9  | 10 | 25 | 38 | -13  |
| 11   | Adouma FC               | 24  | 25 | 6  | 6  | 13 | 16 | 29 | -13  |
| 12   | Olympique de Mandji     | 24  | 25 | 7  | 3  | 15 | 18 | 40 | -22  |
| 13   | FC 105P                 | 14  | 25 | 1  | 11 | 13 | 21 | 44 | -23  |
| 14   | Port-Gentil FC          | 15  | 13 | 4  | 3  | 6  | 9  | 19 | -10  |

|  | Qualification pour la Ligue des champions de la CAF 2018                                                           |
|  | Qualification pour la Coupe de la confédération 2018                                                               |
|  | Relégation directe en deuxième division                                                                            |
|  | T : Tenant du titre C : Vainqueur de la Coupe du Gabon P : Promu de Championnat du Gabon de football de division 2 |

### Match
| Résultats (▼dom., ►ext.)                                   | AFC | AKN | CMS | ASM | ASP | ASSM | CFM | 105 | LS  | MFC | OM  | PGFC | SM  | USB |
| Adouma FC                                                  |     | -   | 0-1 | -   | 0-0 | 2-2  | 0-2 | 1-0 | 2-0 | 0-0 | 0-1 | -    | 0-1 | 1-0 |
| Akanda FC                                                  | -   |     | -   | -   | -   | -    | -   | -   | -   | -   | -   | 4-0  | -   | 0-0 |
| AO Cercle Mberi sportif                                    | -   | -   |     | -   | 1-1 | -    | -   | -   | -   | -   | 0-3 | 0-1  | 0-2 | -   |
| AS Mangasport                                              | 3-0 | -   | -   |     | -   | 3-0  | -   | 8-1 | -   | -   | 3-0 | -    | -   | -   |
| AS Pélican                                                 | 1-0 | -   | -   | -   |     | -    | 0-1 | -   | 6-0 | -   | -   | -    | -   | -   |
| AS Stade Mandji                                            | -   | 0-3 | -   | -   | 1-1 |      | -   | -   | -   | -   | -   | -    | 3-3 | -   |
| CF Mounana                                                 | 5-1 | 2-1 | -   | -   | -   | -    |     | 3-1 | -   | -   | -   | -    | 1-0 | -   |
| FC 105                                                     | -   | -   | -   | -   | -   | -    | -   |     | 0-1 | 1-3 | -   | -    | 2-2 | 0-0 |
| Lozo Sport                                                 | -   | -   | 1-1 | 1-0 | -   | -    | 1-4 | -   |     | 0-1 | -   | -    | -   | -   |
| Missile FC                                                 | -   | 0-1 | 0-3 | -   | -   | -    | -   | -   | -   |     | -   | -    | -   | 2-1 |
| Olympique de Mandji                                        | -   | 0-1 | -   | -   | 1-0 | -    | -   | -   | -   | 1-1 |     | 1-1  | -   | -   |
| Port-Gentil FC                                             | -   | -   | -   | 1-0 | 0-2 | -    | 0-0 | -   | -   | -   | -   |      | -   | -   |
| Stade migovéen                                             | -   | 1-1 | 0-4 | 0-2 | -   | -    | -   | -   | -   | 0-3 | -   | -    |     | -   |
| US Bitam                                                   | 0-2 | -   | -   | -   | -   | -    | -   | -   | -   | -   | 3-1 | 2-0  | 0-0 |     |
| - Victoire à domicile - Match nul - Victoire à l'extérieur |     |     |     |     |     |      |     |     |     |     |     |      |     |     |

## Statistiques

### Domicile et extérieur
| Rang | Équipe                  | Pts | J  | G  | N | P | Bp | Bc | Diff |
| ---- | ----------------------- | --- | -- | -- | - | - | -- | -- | ---- |
| 1    | AS Mangasport           | 36  | 13 | 12 | 0 | 1 | 24 | 5  | +19  |
| 2    | CF Mounana C            | 34  | 13 | 11 | 1 | 1 | 30 | 6  | +24  |
| 3    | Missile FC              | 22  | 13 | 6  | 4 | 3 | 16 | 11 | +5   |
| 4    | US Bitam                | 21  | 13 | 5  | 6 | 2 | 16 | 9  | +7   |
| 5    | AS Pélican              | 20  | 13 | 5  | 5 | 3 | 15 | 11 | +4   |
| 6    | AS Stade Mandji         | 19  | 13 | 5  | 4 | 4 | 13 | 13 | 0    |
| 7    | Akanda FC               | 18  | 13 | 5  | 3 | 5 | 18 | 17 | +1   |
| 8    | Port-Gentil FC          | 17  | 13 | 3  | 8 | 2 | 14 | 13 | +1   |
| 9    | AO Cercle Mberi sportif | 14  | 13 | 3  | 5 | 5 | 18 | 16 | +2   |
| 10   | FC 105 P                | 13  | 13 | 3  | 4 | 6 | 14 | 17 | -3   |
| 11   | Nguen'Asuku FC          | 13  | 13 | 3  | 4 | 6 | 18 | 23 | -5   |
| 12   | US Oyem                 | 13  | 13 | 3  | 4 | 6 | 10 | 17 | -7   |
| 13   | Stade migovéen P        | 13  | 13 | 3  | 4 | 6 | 14 | 22 | -8   |
| 14   | Olympique de Mandji     | 9   | 13 | 2  | 3 | 8 | 9  | 20 | -11  |

| Rang | Équipe                  | Pts | J  | G | N | P | Bp | Bc | Diff |
| ---- | ----------------------- | --- | -- | - | - | - | -- | -- | ---- |
| 1    | AS Pélican              | 27  | 13 | 8 | 3 | 2 | 25 | 15 | +10  |
| 2    | US Bitam                | 25  | 13 | 7 | 4 | 2 | 12 | 8  | +4   |
| 3    | CF Mounana C            | 24  | 13 | 7 | 3 | 3 | 21 | 11 | +10  |
| 4    | AO Cercle Mberi sportif | 21  | 13 | 6 | 3 | 4 | 17 | 16 | +1   |
| 5    | AS Mangasport           | 19  | 13 | 5 | 4 | 4 | 20 | 15 | +5   |
| 6    | AS Stade Mandji         | 17  | 13 | 4 | 5 | 4 | 16 | 17 | -1   |
| 7    | Akanda FC               | 15  | 13 | 3 | 6 | 4 | 8  | 7  | +1   |
| 8    | Port-Gentil FC          | 15  | 13 | 3 | 6 | 4 | 13 | 13 | 0    |
| 9    | Olympique de Mandji     | 15  | 13 | 4 | 3 | 6 | 17 | 30 | -13  |
| 10   | Missile FC              | 14  | 13 | 4 | 2 | 7 | 12 | 15 | -3   |
| 11   | Stade migovéen P        | 11  | 13 | 3 | 2 | 8 | 11 | 21 | -10  |
| 12   | FC 105 P                | 9   | 13 | 0 | 9 | 4 | 6  | 12 | -6   |
| 13   | US Oyem                 | 9   | 13 | 2 | 3 | 8 | 12 | 19 | -7   |
| 14   | Nguen'Asuku FC          | 8   | 13 | 2 | 2 | 9 | 10 | 30 | -20  |

### Évolution du classement
| journées                | 1  | 2  | 3  | 4  | 5  | 6  | 7  | 8  | 9  | 10 | 11 | 12 | 13 | 14 | 15 | 16 | 17 | 18 | 19 | 20 | 21 | 22 | 23 | 24 | 25 | 26 |
| ----------------------- | -- | -- | -- | -- | -- | -- | -- | -- | -- | -- | -- | -- | -- | -- | -- | -- | -- | -- | -- | -- | -- | -- | -- | -- | -- | -- |
| Adouma FC               | 4  | 8  | 8  | 6  | 8  | 6  | 6  | 7  | 11 | 10 | 10 | 8  | 9  | 9  | 9  | 9  | 9  | 9  |    |    |    |    |    |    |    | 11 |
| Akanda FC               | 8  | 5  | 6  | 8  | 5  | 5  | 3  | 3  | 4  | 3  | 3  | 3  | 3  | 3  | 3  | 3  | 4  | 3  |    |    |    |    |    |    |    | 5  |
| AO Cercle Mberi sportif | 14 | 13 | 9  | 9  | 12 | 8  | 8  | 9  | 8  | 5  | 4  | 6  | 5  | 5  | 5  | 5  | 5  | 5  |    |    |    |    |    |    |    | 4  |
| AS Mangasport           | 12 | 7  | 3  | 2  | 3  | 2  | 2  | 2  | 2  | 2  | 2  | 2  | 2  | 2  | 2  | 2  | 2  | 2  |    |    |    |    |    |    |    | 2  |
| AS Pélican              | 9  | 4  | 7  | 7  | 4  | 4  | 5  | 5  | 3  | 4  | 5  | 4  | 4  | 4  | 4  | 4  | 3  | 4  |    |    |    |    |    |    |    | 3  |
| AS Stade Mandji         | 6  | 11 | 13 | 11 | 9  | 10 | 12 | 8  | 6  | 8  | 6  | 5  | 6  | 6  | 6  | 6  | 7  | 7  |    |    |    |    |    |    |    | 8  |
| CF Mounana              | 1  | 1  | 1  | 1  | 1  | 1  | 1  | 1  | 1  | 1  | 1  | 1  | 1  | 1  | 1  | 1  | 1  | 1  |    |    |    |    |    |    |    | 1  |
| FC 105                  | 11 | 12 | 14 | 14 | 14 | 14 | 14 | 14 | 14 | 14 | 14 | 14 | 13 | 13 | 13 | 13 | 13 | 13 |    |    |    |    |    |    |    | 13 |
| Lozo Sport              | 13 | 14 | 10 | 12 | 10 | 11 | 11 | 13 | 9  | 7  | 7  | 7  | 7  | 8  | 8  | 7  | 6  | 6  |    |    |    |    |    |    |    | 7  |
| Missile FC              | 3  | 2  | 5  | 3  | 2  | 3  | 4  | 4  | 5  | 6  | 8  | 9  | 12 | 11 | 10 | 10 | 12 | 10 |    |    |    |    |    |    |    | 6  |
| Olympique de Mandji     | 2  | 6  | 4  | 5  | 7  | 9  | 9  | 10 | 12 | 13 | 13 | 13 | 13 | 14 | 14 | 14 | 14 | 14 |    |    |    |    |    |    |    | 12 |
| Port-Gentil FC          | 5  | 3  | 2  | 4  | 6  | 7  | 10 | 11 | 13 | 12 | 11 | 11 | 10 | 10 | 12 | 12 | 11 | 12 |    |    |    |    |    |    |    | 14 |
| Stade migovéen          | 7  | 9  | 12 | 10 | 13 | 13 | 13 | 12 | 9  | 11 | 12 | 12 | 11 | 12 | 11 | 11 | 10 | 11 |    |    |    |    |    |    |    | 10 |
| US Bitam                | 10 | 10 | 11 | 13 | 11 | 12 | 7  | 6  | 7  | 9  | 9  | 10 | 8  | 7  | 7  | 8  | 8  | 8  |    |    |    |    |    |    |    | 9  |

### Buts marqués par journée
Ce graphique représente le nombre de buts marqués lors de chaque journée :

### Classement des buteurs
Le tableau suivant liste les joueurs selon le classement des buteurs :
| Rang | Joueur                       | Club          | Buts |
| ---- | ---------------------------- | ------------- | ---- |
| 1    | Brahim Djibrine Hassan       | AS Mangasport | 16   |
| 2    | Malé Diallo                  | AO CMS        | 14   |
| 3    | Moustapha Kouyaté            | Akanda FC     | 14   |
| 4    | Rick Martel Allogho Mba      | CF Mounana    | 12   |
| 5    | Roy Ndoutoumou               | AS Mangasport | 11   |
| 6    | Jerry Vannel Nzamba          | Missile FC    | 9    |
| 7    | Michel Stephane Manime Youri | Adouma FC     | 8    |
| 8    | Omar Kaboré                  | Missile FC    | 8    |
| 9    | Louis Ameka Autchanga        | CF Mounana    | 7    |
| 10   | Junior Mensah                | CF Mounana    | 7    |

### Classement du fair-play
| Rang | équipe              | Points | Averti | Carton rouge |
| ---- | ------------------- | ------ | ------ | ------------ |
| 1    | AS Mangasport       | 0      | 0      | 0            |
| 2    | Missile FC          | 0      | 0      | 0            |
| 3    | Olympique de Mandji | 0      | 0      | 0            |
| 4    | Loo Sport           | 3      | 1      | 0            |
| 5    | AS Pélican          | 6      | 2      | 0            |
| 6    | AO CMS              | 6      | 2      | 0            |
| 7    | US Bitam            | 6      | 2      | 0            |
| 8    | Akanda FC           | 8      | 1      | 1            |
| 9    | Stade Migovéen      | 8      | 1      | 1            |
| 10   | AS Stade Mandji     | 9      | 3      | 0            |
| 11   | Adouma FC           | 9      | 3      | 0            |
| 12   | Port-Gentil FC      | 12     | 4      | 0            |
| 13   | FC 105              | 12     | 4      | 0            |
| 14   | CF Mounana          | 22     | 4      | 2            |

## Événements de la saison
- 26 avril 2017 : Moïse Brou Apanga décède lors d'un entraînement avec son club, des suites d'une crise cardiaque.
- 15 juin 2017 : à la suite de son troisième forfait enregistré lors de la 20ème journée, la Commission de Discipline déclare le club Port-Gentil FC forfait général

### Statistiques diverses

#### Buts
- Meilleure attaque : CF Mounana et AS Mangasport 49 Buts
- Meilleure défense : AS Mangasport 13 Buts
- Premier but de la saison :  Douglas Mitogo   1re pour le Port-Gentil FC contre l'AS Mangasport (0-3), le 18 décembre 2016.
- Dernier but de la saison :   Arnaud Lembi   90+3e pour le Stade Migovéen contre l'Olympique de Mandji (1-1), le 22 juillet 2017.
- Premier but contre son camp :  Veléry Diboty   6e du Stade Migovéen en faveur de Missile FC (1-0), le 19 novembre 2016.
- Premier penalty :  Ulysse Lengatta   33e pour le Lozo Sport contre l'CF Mounana (1-4), le 11 novembre 2016
- Premier doublé :  Cédric Ondo   55e   68e pour le CF Mounana contre Lozo Sport (1-4), le 11 novembre 2016.
- Premier triplé :  Cédric Ondo   6e   43e   50e pour le CF Mounana contre Adouma FC (1-4), le 26 novembre 2016.
- Triplé le plus rapide : ** Roy Ndoutoumou   84e   88e   90+1e pour l' AS Mangasport contre Olympique de Mandji (3-0), le 10 décembre 2016.
- Les triplés de la saison :
  -  Cédric Ondo   6e   43e   50e pour le CF Mounana contre Adouma FC (1-4), le 26 novembre 2016.
  -  Roy Ndoutoumou   84e   88e   90+1e pour l' AS Mangasport contre Olympique de Mandji (3-0), le 10 décembre 2016.
  -  Malé Diallo   6e   31e   60e pour le AO CMS contre Stade Migovéen (0-4), le 25 décembre 2016.
  -  Philippe Ebonde Ebongue   32e   42e   58e pour le Lozo Sport contre Olympique de Mandji (5-0), le 25 février 2017.
- Plus grand nombre de buts dans une rencontre par un joueur : 
  -  Malé Diallo   6e   31e   60e   90e pour le AO CMS contre Stade Migovéen (0-4), le 25 décembre 2016.
- But le plus rapide d'une rencontre :  Douglas Mitogo   1re pour le Port Gentil FC contre l'AS Mangasport (1-0), le 26 novembre 2016.
- But le plus tardif d'une rencontre :  Mamadou Traoré   90+2e pour l'AS Pélican contre Lozo Sport (6-0), le 19 novembre 2016.
- Journée de championnat la plus riche en buts : 4e Journée (25 buts)
- Journée de championnat la plus pauvre en buts : 23e Journée (9 buts)
- Nombre de buts inscrits durant la saison : 394
- Plus grand nombre de buts dans une rencontre : 9 buts
  - 8-1 lors de AS Mangasport - FC 105 le 10 décembre 2016
- Plus large victoire à domicile : 7 buts d'écart
  - 8-1 lors de AS Mangasport - FC 105 le 10 décembre 2016
- Plus large victoire à l'extérieur : 4 buts d'écart
  - 0-4 lors de Stade Migovéen - AO CMS le 25 décembre 2016
- Plus grand nombre de buts en une mi-temps : 6 buts
  - 2e mi-temps d'AS Mangasport - FC 105 (2-1, 8-1) le 10 décembre 2016

#### Discipline
- 27 cartons jaunes  (en moyenne : 1.03  / journée, 0.17  / match)
- 4 cartons rouges  (en moyenne : 0.15  / journée, 0.02  / match)
- Premier carton jaune :  Rich Mvele Ebale  40e pour AO CMS contre Olympique de Mandji (0-3), le 20 novembre 2016
- Carton jaune le plus rapide :  Henri Chico Sassou  pour CF Mounana contre Lozo Sport (2-1), le 26 avril 2017
- Carton jaune le plus tardif :  Erich Ilamba Biyeme  pour CF Mounana contre Loo Sport (2-1), le 26 avril 2017
- Premier carton rouge :  Junior Mensah   45e pour CF Mounana contre Akanda FC (0-1), le 29 avril 2017
- Carton rouge le plus rapide :  Junior Mensah   45e pour CF Mounana contre Akanda FC (0-1), le 29 avril 2017
- Carton rouge le plus tardif :  Gil Apindangoye   80e pour Akanda FC contre CF Mounana (0-1), le 29 avril 2017
- Plus grand nombre de cartons jaunes dans un match : 2 cartons
  - CF Mounana - Lozo Sport : à Henri Chico, Eric Ilamba (Mounana)
- Plus grand nombre de cartons rouges dans un match : 2 cartons
  - Akanda FC - CF Mounana : à Gil Apindangoye (Akanda), Junior Mensah (Mounana)

#### Bilan de la saison
- Plus grande série de victoires :12 matchs pour l'AS Mangasport entre la 11e et la 23e journée.
- Plus grande série de défaites : 9 matchs pour l' Olympique de Mandji entre la 8e et la 16e journée
- Plus grande série de matchs sans défaite : 12 matchs pour l'AS Mangasport entre la 11e et la 23e journée.
- Plus grande série de matchs sans victoire : 12 matchs pour l' Olympique de Mandji entre la 4e et la 16e journée.
- Plus grande série de matchs avec au moins un but marqué : 12 matchs pour l'AS Mangasport entre la 11e et la 23e journée.
- Plus grande série de matchs sans but marqué : 5 matchs pour le Port-Gentil FC entre la 5e et la 9e journée.
- Champion d'automne : CF Mounana
- Champion : CF Mounana

## Bilan de la saison
| Championnat du Gabon de football 2016-2017                        |                       |
| Champion                                                          | CF Mounana (3e titre) |
| Qualifications continentales                                      |                       |
| Ligue des champions de la CAF 2018                                | CF Mounana            |
| Coupe de la confédération 2018                                    |                       |
| Promotions et relégations                                         |                       |
| Promus en Championnat du Gabon de football                        | Nguen'Asuku FC        |
| Promus en Championnat du Gabon de football                        | Oyem AC               |
| Relégués en Championnat du Gabon de football de deuxième division | Port-Gentil FC        |
| Relégués en Championnat du Gabon de football de deuxième division | FC 105                |

## Parcours en coupes d'Afrique
| Club          | Compétition               | Résultat          | Ultime(s) adversaire(s) | Ultime(s) adversaire(s) | Ultime(s) adversaire(s) |
| ------------- | ------------------------- | ----------------- | ----------------------- | ----------------------- | ----------------------- |
| AS Mangasport | Ligue des champions       | Tour préliminaire | Étoile du Congo         | Étoile du Congo         | Étoile du Congo         |
| CF Mounana    | Coupe de la confédération | Barrage           | ES Sahel                | ES Sahel                | ES Sahel                |